# Marcell Jansen
Marcell Jansen, född 4 november 1985 i Mönchengladbach, är en tysk före detta fotbollsspelare.
Jansen spelade i Borussia Mönchengladbach mellan 2004 och 2007. Inför säsongen 2007 skrev han på för FC Bayern München. Han var med i Tysklands trupp i VM i Tyskland 2006 samt EM 2008 i Österrike/Schweiz. Mellan 2008 och 2015 representerade han Hamburger SV innan han avslutade karriären 29 år gammal.
Sedan 2019 är han klubbpresident i Hamburger SV.